# Lierneux
Lierneux er en landkommune i Ardennerne, i Vallonien i provinsen Liège i Belgien. Kommunen havde 3.575 indbyggere i 2020. Kommunens sprog er vallonsk  (fransk).
I luftlinje ligger Lierneux omkring 45 km sydøstligt for Liège og omkring 20 km nordvest for grænsen til Storhertugdømmet Luxembourg.